# Herb Adderley
Herbert A. Adderley (Filadelfia, 8 giugno 1939 – 30 ottobre 2020) è stato un giocatore di football americano statunitense, inserito nella Pro Football Hall of Fame nel 1980.

## Carriera
L'attività ad alto livello di Adderley ebbe inizio alla Michigan State University, dove si mise in luce tanto da essere scelto nel draft NFL 1961 come 12ª scelta assoluta e prima scelta dei Green Bay Packers.
Ai Green Bay Packers, Adderley incontra il mitico allenatore Vince Lombardi, il quale lo schiera inizialmente come halfback o flanker, ruoli nei quali tuttavia era destinato ad essere "chiuso" dai veterani Paul Hornung e Jim Taylor. Lombardi, durante la stagione, lo schierò cornerback in sostituzione di un compagno di squadra infortunato e le sue prestazioni convinsero l'allenatore a rendere definitivo nella stagione successiva il suo spostamento in difesa.
La carriera di Adderley, da quel momento, si svolse interamente in questo ruolo difensivo, in cui fece registrare statistiche di tutto rispetto.
Dopo nove stagioni con i Packers, Adderley si trasferì nel 1970 ai Dallas Cowboys, con i quali disputò tre stagioni ad alto livello prima di ritirarsi definitivamente alla fine della stagione 1972, non prima di aver vinto il suo sesto campionato (un record assoluto condiviso con il compagno Forrest Gregg e Tom Brady) nel Super Bowl VI.

## Palmarès

### Franchigia
- Campionati NFL : 6

Green Bay Packers: 1961, 1962, 1965, 1966, 1967
Dallas Cowboys: 1971
- Super Bowl : 3

Green Bay Packers: I, II
Dallas Cowboys: VI

### Individuale
- Convocazioni al Pro Bowl: 5

1963, 1964, 1965, 1966, 1967
- First-team All-Pro: 4

1962, 1963, 1965, 1966
- Second-team All-Pro: 3

1964, 1967, 1968
- Formazione ideale della NFL degli anni 1960
- Pro Football Hall of Fame (classe del 1980)
- Classificato al numero 64 tra i migliori cento giocatori di tutti i tempi da NFL.com